# Jiayuguan (forteca)

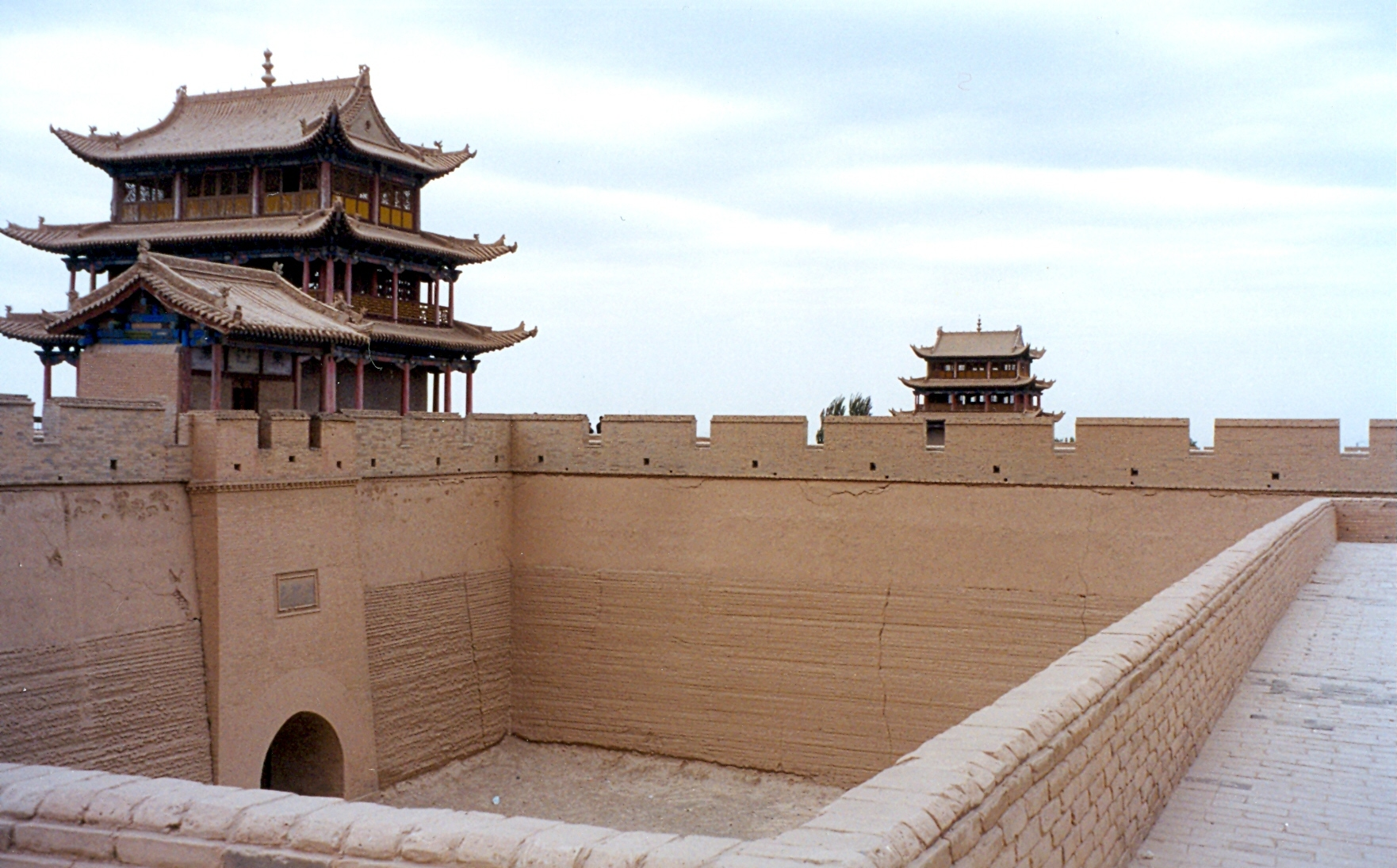
Forteca Jiayuguan

Jiayuguan (chin. upr. 嘉峪关, chin. trad. 嘉峪關, pinyin Jiāyùguān) – forteca znajdująca się w mieście o tej samej nazwie w prowincji Gansu w Chinach, stanowiąca zachodni kraniec Wielkiego Muru Chińskiego.
Została zbudowana w 1372 roku, za panowania cesarza Hongwu. Wybudowano ją na planie kwadratu, nad doliną otoczoną ze wszystkich stron górami. Okala ją wysoki na 11 i długi na ponad 730 metrów mur zwieńczony dwoma wysokimi, trzykondygnacyjnymi basztami obronnymi w narożnikach oraz basztami obserwacyjnymi w jego północnej i południowej części. Twierdza posiada dwie bramy, które dla bezpieczeństwa wyposażono w potrójne dachy i wewnętrzne dziedzińce. Zabezpieczało ją kilka linii obronnych, z czego wewnętrzna ma obwód 640 metrów i zajmuje 2,5 hektara powierzchni. W wewnętrznej części znajdowały się magazyny i studnia zapewniające możliwość długiej obrony w wypadku oblężenia, a także świątynia buddyjska. Na bogate zdobnictwo twierdzy składają się pokryte szkliwem dachy i elementy dekoracyjne wykonane w ceramice, drewnie i kamieniu.
Według popularnej legendy budowę twierdzy zaplanowano tak starannie, że podczas jej wznoszenia pomylono się względem przewidywanego zużycia materiałów tylko o jedną cegłę.